# Pauline Félicité de Mailly-Nesle
Pauline Félicité de Mailly-Nesle (1712-1741, Versalles, Francia), marquesa de Vintimille, fue la segunda de las cinco hermanas de Nesle, sucesivamente convertidas en amantes del rey Luis XV de Francia.

## Primeros años y familia
Pauline Félicité era la segunda hija de Luis de Mailly  que era marqués de Nesle, de Mailly y Príncipe de Orange (1689-1767), y su esposa, Armande Felice de La Porte Mazarino (1691-1729). Sus padres se habían casado en 1709. Su madre era la hija de Paul Jules de La Porte, duque de Mazarin y de la Meilleraye (1666-1731), hijo de la famosa aventurera, Hortensia Mancini, sobrina del cardenal Mazarino. Pauline Félicité tenía cuatro hermanas:
Louise Julie de Mailly-Nesle, la señorita de Mailly, condesa de Mailly (1710-1751).
Diane-Adélaïde de Mailly, la señorita de Montcavrel, duquesa de Lauraguais (1714-1769).
Hortense Félicité de Mailly-Nesle, la señorita de Chalon, marquesa de Flavacourt (1715-1763).
Marie-Anne de Mailly-Nesle, la señorita de Monchy, marquesa de la Tournelle, duquesa de Châteauroux (1717-1744).
La única de las hermanas de Nesle que no se convertiría en amante de Luis XV fue la marquesa de Flavacourt. Louise Julie fue la primera de las hermanas en atraer al rey seguida por Pauline Félicité, pero sería Marie Anne, la que fue más exitosa en la manipulación del soberano para lograr convertirse en alguien realmente poderosa políticamente.
Pauline Félicité también tuvo una media hermana más joven, Enriqueta de Borbón (1725 - 1780), la señorita de Verneuil, a partir de la relación de su madre con el duque de Borbón, el primer ministro de Luis XV 1723 - 1726.
En su juventud, Pauline Félicité era conocida como la señorita de Nesle.

## Amante de Luis XV

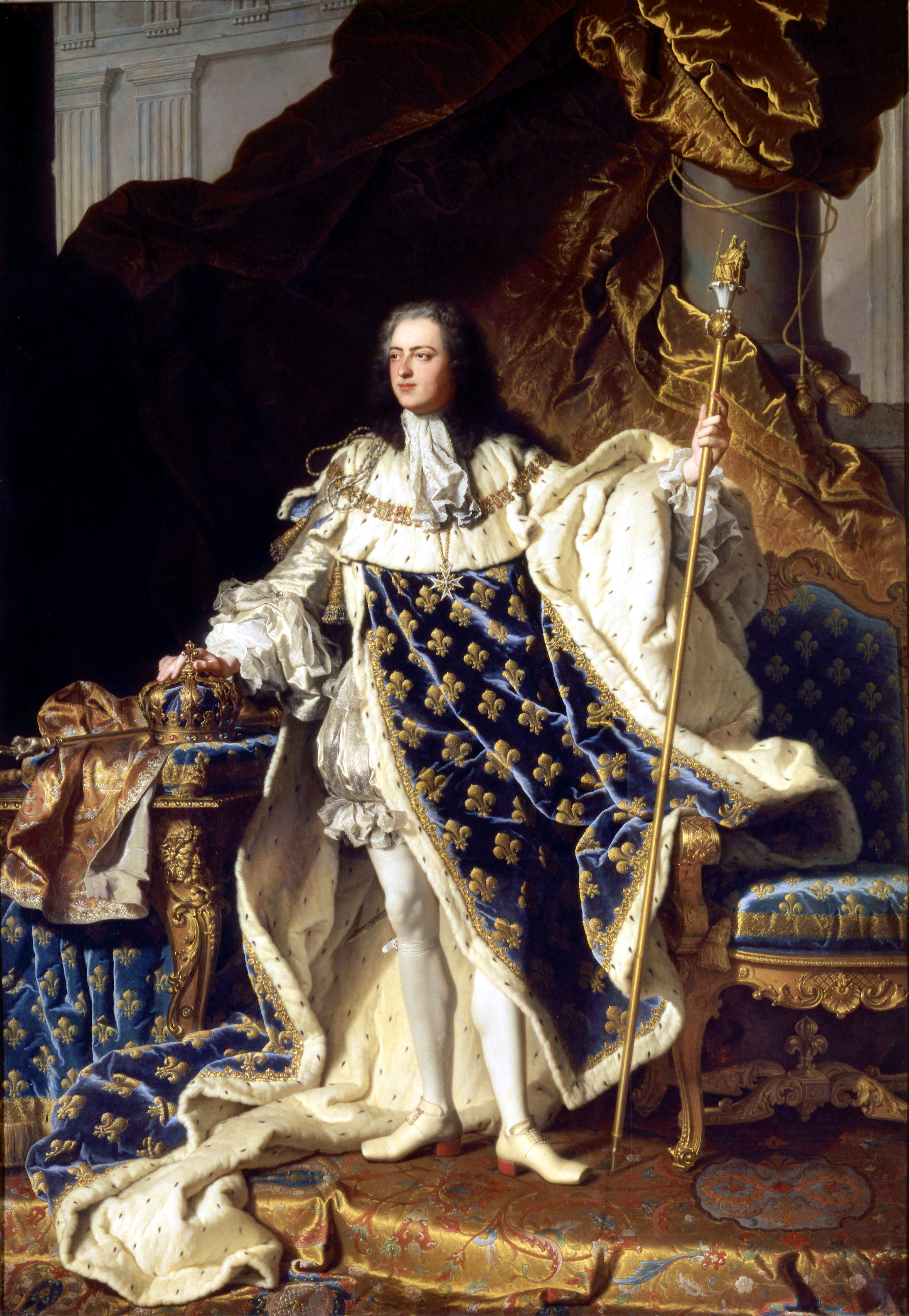
Luis XV de Francia, amante de Pauline.

En 1738, Pauline joven, bella y astuta escribió a su hermana mayor Louise Julie, la señora de Mailly, entonces amante oficial del rey, pidiendo ser invitada a la corte. Ella recibió la invitación y durante su estancia procedió a seducir al rey, quien se enamoró apasionadamente de ella.
La señorita de Nesle luego se convirtió en la segunda amante oficial de Luis XV, aunque su hermana mantuvo la posición de maîtresse en titre (favorita real). Como era habitual en estos casos, el rey le prodigó numerosos regalos, el más grande fue el castillo de Choisy-le-Roi, recientemente decorado en azul y plata. Le proporcionaron un estatuto adecuado en la corte y el rey dispuso que se casara con un noble encantado de dejar a la pareja a solas. 
El 28 de septiembre de 1739, se casó con la señorita de Nesle Jean Baptiste Félix Hubert de Vintimille, marqués de Vintimille. La nueva marquesa de Vintimille pronto quedó embarazada del rey. Madame de Vintimille fue descrita como alta, más fuerte, más ingeniosa y mucho más ambiciosa que su hermana mayor, la señora de Mailly, pues poseía un gran deseo por el dinero y la influencia política; su arrogancia rápidamente le hizo ganarse numerosos enemigos y el odio del pueblo.
Podría haber sido tan políticamente influyente como sus dos sucesoras, Madame de Châteauroux y Madame de Pompadour, pero su período como amante real se vio pronto interrumpido porque ella murió de convulsiones (eclampsia) al dar a luz al hijo del rey en 1741. Su cadáver fue trasportado en litera fúnebre a París desde Versalles. Su hijo, Carlos Emanuel de Vintimille (1741-1814), se parecía tanto físicamente a su padre el rey, que fue apodado El medio Luis.
Tanto el rey como su hermana mayor, la señora de Mailly, fueron devastados profundamente por la muerte de su amante y hermana y se dijo que la señora de Mailly había empezado a lavar los pies de los pobres (un signo católico de arrepentimiento).